# Kumeyaay

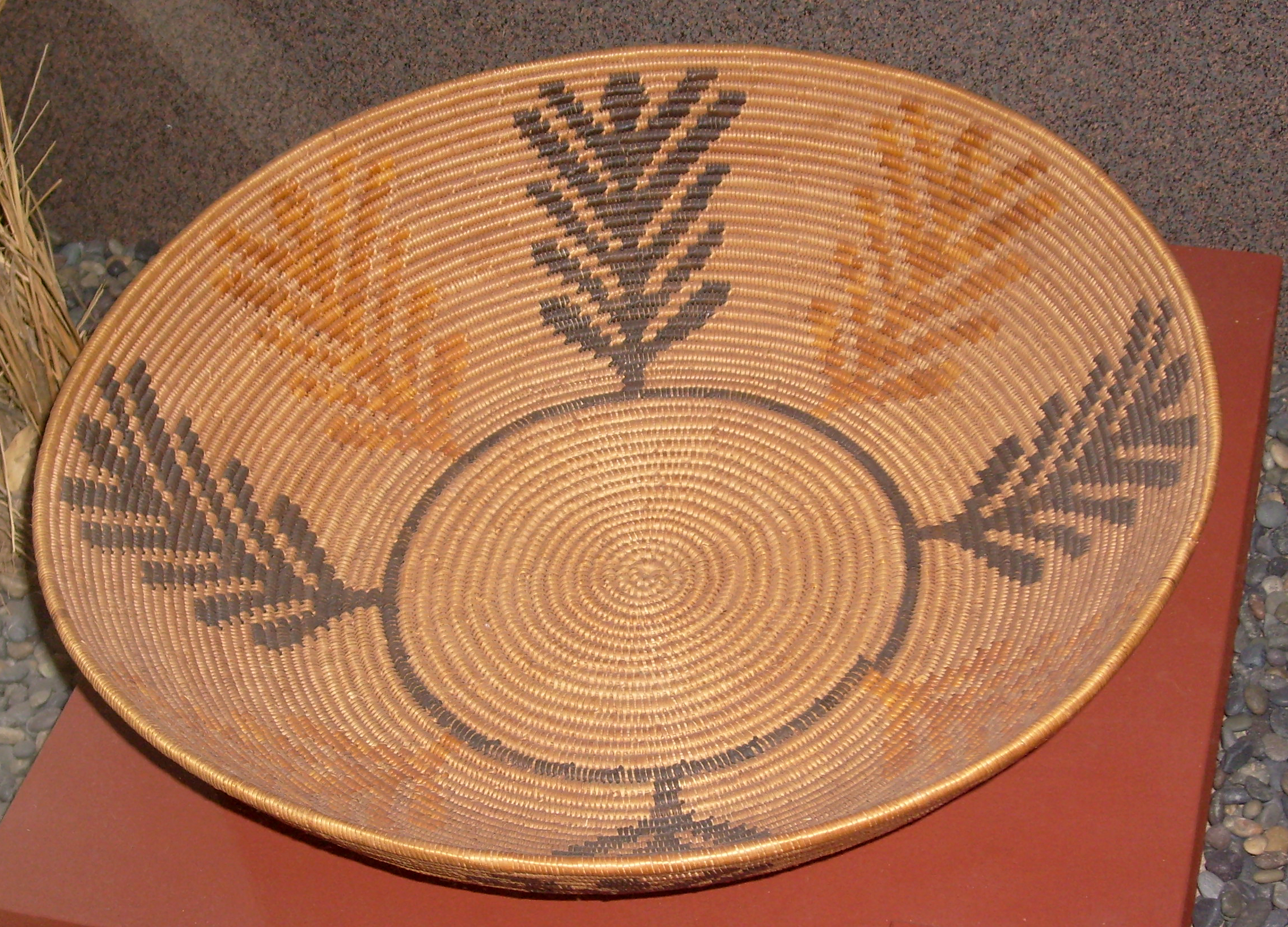
Panier Kumeyaay exposé au musée de l'Homme de San Diego.

Les Kumeyaay (espagnol : Kumiai), Tipai-Ipai, Kamia, ou anciennement Diegueño, sont un peuple amérindiens du sud-ouest des États-Unis (Californie) et du nord-ouest du Mexique (État de Basse-Californie).
Leur population est estimée à entre 3 000 et 3 200 individus. Les Kumeyaay se composent de deux sous-groupes, les Ipai et les Tipai.
Ils mangeaient des glands de chêne.